# Zuñi (Volk)

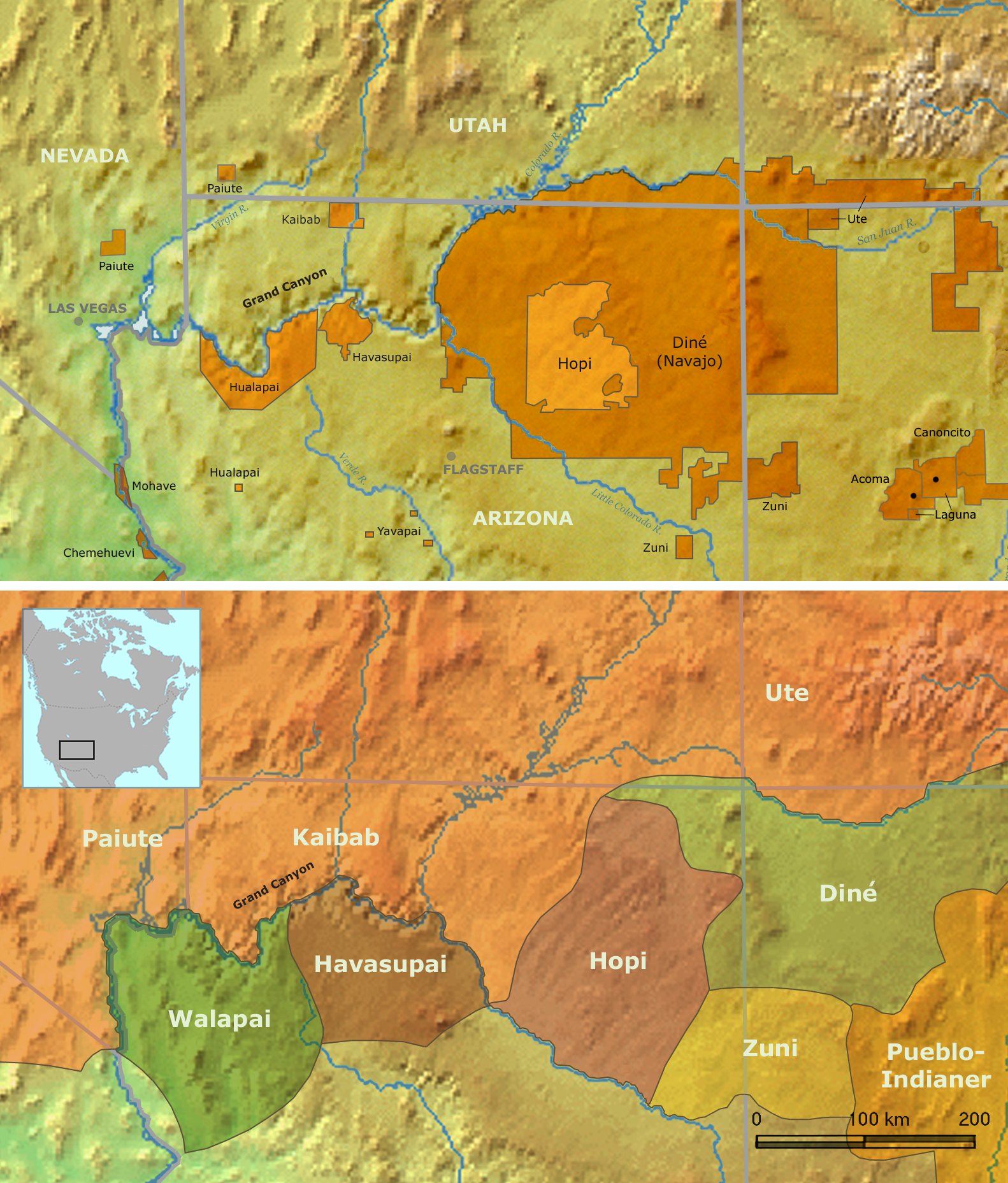
Heutiges Indianerreservat (oberes Bild, rechts unten beim großen Navajo-Reservat) und traditionelles Stammesgebiet (unten) im Bereich des Grand Canyon

Die Zuñi gehören zur nordamerikanischen Pueblo-Kultur. Sie leben im Zuñi-Pueblo entlang des Nordufers des Oberen Zuñi Rivers, eines Nebenflusses des Little Colorado River im US-Bundesstaat New Mexico an der Grenze zu Arizona. Zudem bewohnen sie im Sommer drei kleinere benachbarte Siedlungen – Pescado (auch ‚Heshotatsina‘), Nutria (auch ‚Tawyakwin‘) und Ojo Caliente (auch ‚Kyapkwainakwin‘).
Der Name Zuñi wurde ihnen von den spanischen Eroberern gegeben und ist die spanische Version von Siinyyitsi (auch Su'nyitsa oder Sunyi), wie sie bei ihren Keres-Nachbarn hießen. Sie selbst nennen sich A’shivi (von Shivi – ‚das Fleisch‘). Ihr traditionelles Stammesgebiet, das entlang des Zuñi Rivers und dessen Nebenflüssen sowie den benachbarten Mesas lag, nannten die Zuñi Shi'wona oder Shi'winakwin (‚das Land, das Fleisch, d. h. die Zuñi, hervorbringt‘). Die Zuñi sprechen die gleichnamige Sprache, die mit keiner der anderen Stämme im Südwesten verwandt ist.

## Geschichte

### Spanier und Mexikaner
Ihre Herkunft und frühe Geschichte ist unbekannt; ihre Mythologie beschreibt, ihre Vorfahren seien aus der Unterwelt aufgetaucht und an ihren heutigen Wohnort gezogen. Als sie den Spaniern im 16. Jahrhundert (1582/1583) erstmals begegneten, lebten sie in Hawikuh und sechs anderen Städten. Diese erhielten gemeinsam den Namen Die sieben Städte von Cibola. Der heutige Pueblo ist an der Stelle des alten Halona, einer der damaligen Zuñi-Städte, errichtet worden. Zu dieser Zeit zählten die Zuñi über 3.000 Angehörige.
1539 schickte der Vizekönig von Mexiko, Antonio de Mendoza, den Franziskaner Marcos de Niza nach Norden, der erkunden sollte, ob es sich bei den Zuñi-Siedlungen um die sagenhaften sieben Städte von Cibola handelte. Bei den Spaniern kursierten Gerüchte über Tore aus Türkis, mit Silber gepflasterte Straßen und einen sagenhaften Goldschatz wie der des Moctezuma II. Monatelang zog Marcos mit dem Mauren Esteban und seinen Männern durch die Wüste, ohne die ersehnte Goldstadt zu finden. Esteban erging es am schlimmsten. Die Zuñi brachten ihn um, weil er angeblich ihre Frauen belästigt hätte. Trotzdem wurde im benachbarten Acoma für Esteban ein Standbild errichtet, das man dort heute noch besichtigen kann.
Durch den Misserfolg der Marcos-Expedition ließen sich die Spanier nicht entmutigen. Im folgenden Jahr rüstete Francisco Vásquez de Coronado eine neue Expedition aus, an der etwa 400 Leute teilnahmen, unter ihnen viele berüchtigte Schurken und Abenteurer aus Mexiko-Stadt. Wie viele Indianer an der Expedition teilnahmen, ist nicht bekannt. Coronados Armee marschierte über 2.000 km nach Norden und kam durch das Land der Apachen zu den Pueblos der Zuñi. Er eroberte Hawikuh und musste erkennen, dass es sich keinesfalls um die gesuchte Goldstadt handelte. Am Río Grande traf Coronado einen dunkelhäutigen Mann (er nannte ihn den Türken), der ihm von Leuten im Osten, in Kansas, erzählte, die so reich seien, dass sie selbst ihre Kanus aus Gold fertigten. Also zog Coronado nach Kansas. Beim heutigen Abilene erreichte er schließlich Kansas, fand aber kein Gold. Er ließ den Türken kurzerhand umbringen und machte sich enttäuscht auf den Rückweg nach Mexiko. Er ging als Don Quijote der Neuen Welt in die Annalen der Geschichte ein.
Die Franziskaner bauten 1629 eine Mission in Hawikuh. Die Gegenwart der Mönche führte zu Streitigkeiten mit den Zuñi und zum Tod von zwei Missionaren im Jahr 1632. Aus Furcht vor der Rache der Spanier flohen die Zuñi in die befestigte Stadt Towayalane auf einer steilen Mesa in den heutigen Corn Mountains südöstlich von Hawikuh. Nach außen hin schienen die Zuñi die spanischen Gesetze zu akzeptieren, doch in Wirklichkeit verfolgten sie einen Kurs von passivem Widerstand. Ende des 17. Jahrhunderts nahmen die Überfälle der Apachen zu und führten schließlich 1672 zur Aufgabe Hawikuhs. Die Zuñi unterstützten den Pueblo-Aufstand von 1680, doch sie waren daran auf Grund der Entfernung zu den Brennpunkten am Río Grande nur am Rande beteiligt. 1692 flüchteten sie vor Antonio de Vargas’ Armee erneut nach Towayalane auf die Mesa, doch de Vargas konnte sie überreden, in Halona neu zu siedeln. Dort wurde 1699 eine neue Kirche gebaut.

### Verhältnis zu benachbarten Stämmen
Trotz der zunehmenden Überfälle der Apachen (diese nannten die Zuñi Nashtizhé oder Nashtizhé'nde – ‚geschwärzte Augenbrauen‘) im ganzen Südwesten sowie tief nach Mexiko hinein, von denen die Zuñi nicht verschont blieben, gab es oft auch friedliche Kontakte zu manchen Gruppen der Apachen. Da das Land der Zuñi auf dem Weg nach Dinetah, dem Land der Diné (Navajo), lag – diese waren ein beliebtes Ziel für Raubzüge der Chiricahua und anderer Apachen –, wurden die Zuñi oft sozusagen nebenbei ein Opfer der Überfälle der durchziehenden Apachen. Für die westlichen Apachen waren die Zuñi zusammen mit den Diné die wichtigsten Partner (neben den Hopi und den östlichen Pueblo), um ihre Waren sowie ihr Raubgut handeln zu können. Die Apachen boten geraubte Pferde, Maultiere, Esel, Ziegen, Rinder, gesammelte Eicheln, Mescal, Wildpflanzen sowie Felle, Truthahnbrustfedern, Wasserflaschen und Körbe. Im Gegenzug gaben die Zuñi die begehrten weiß-blauen Zuñi-Decken, Calico (einfache, mit oft floralen Allover-Mustern bedruckte Baumwollstoffe), alte Musketen und Pulver, eiserne Ackergeräte sowie andere nützliche Güter. Zu den benachbarten Hopi unterhielten die Zuñi ein gespanntes Verhältnis, das manchmal in offene Feindschaft umschlug, doch meist verbündeten sich die beiden isoliert lebenden Völker im Kampf gegen die gemeinsamen Feinde, Apachen und Diné.
Der Sozialpsychologe Erich Fromm analysierte im Rahmen seiner Arbeit Anatomie der menschlichen Destruktivität anhand ethnographischer Aufzeichnungen 30 vorstaatliche Völker auf ihre Gewaltbereitschaft, darunter auch die Zuñi. Er ordnete sie abschließend den „Lebensbejahenden Gesellschaften“ zu, deren Kulturen durch einen ausgeprägten Gemeinschaftssinn mit großer sozialer Gleichheit, eine freundliche Kindererziehung, eine tolerante Sexualmoral und geringe Aggressionsneigung gekennzeichnet sind. (siehe auch: „Krieg und Frieden“ in vorstaatlichen Gesellschaften)

### US-Amerikaner
Am 30. Oktober 1846 kamen die Zuñi mit den ersten Repräsentanten der Vereinigten Staaten in Kontakt, als Armee-Truppen unter Captain Monroe M. Parson von einer Expedition nach Dinetah gegen die Diné zurückkamen und das nahe gelegene Pueblo der Zuñi aufsuchten, da sie dringend Lebensmittel und Vorräte benötigten. Zwei Jahre später wurde am 2. Februar 1848 der Vertrag von Guadalupe Hidalgo zwischen den Vereinigten Staaten und Mexiko unterzeichnet, in dem Mexiko mehr als die Hälfte seines Staatsgebietes abtreten musste und New Mexico und somit das Stammesgebiet der Zuñi Teil der USA wurden.
Am 8. August 1850 unterzeichneten die Zuñi in Santa Fe den sog. Pueblo Treaty mit dem „Indianerbeauftragten“ (und zwischen 1850 und 1852 erstem Gouverneur) des Territoriums New Mexico James S. Calhoun, in dem ihnen vertraglich der Schutz ihres Stammesgebiets sowie ihre Souveränität zugesichert wurde. Am 26. Oktober 1851 vermittelte Major Electus Backus einen Friedensvertrag zwischen den Diné (Navajo), Hopi und Zuñi, in dem festgelegt wurde, dass den Diné verboten wurde, die beiden Pueblo-Völker anzugreifen und zu berauben.
Trotz des Friedensvertrags zwischen den drei Völkern versuchten die Vereinigten Staaten in den folgenden Jahren vergeblich, den Beutezügen der Diné und Apachen Einhalt zu gebieten, um amerikanischen und mexikanischen Farmern die Ansiedlung zu ermöglichen. Während des Amerikanischen Bürgerkriegs (1861 bis 1865) wollte die Regierung in Washington die Verkehrswege und Nachrichtenverbindungen von und nach Kalifornien durch Arizona und New Mexico offen halten. Deshalb mussten die ständigen Raubzüge und Überfälle seitens der Mescalero-Apachen und Diné beendet werden. Dies führte zum sog. Navajo War (1859–1864), wobei bereits ab 1860 US-Truppen zusammen mit Scouts der feindlichen Ute, Zuñi, Hopi, anderer Pueblo-Völker sowie Bürger-Milizen der Spanisch-Amerikaner regelmäßig Stoßtrupps und Überfälle nach Dinetah unternahmen. 1862 unterwarf Kit Carson schließlich die ausgehungerten Mescalero in einer neun Monate langen Strafexpedition und ließ etwa 500 Stammesangehörige in das Reservat Bosque Redondo nahe Fort Sumner bringen.
Im Sommer 1863 wurde Oberst Kit Carson vom Oberbefehlshaber General James Carleton damit beauftragt, die Diné ebenfalls in das Mescalero-Reservat am Pecos River umzusiedeln, indem er die wirtschaftlichen Grundlagen der Diné zerstörte. Carson zog mit 300 Soldaten, verstärkt wiederum durch Angehörige der Ute, Hopi, Zuñi sowie Pueblo-Völker nach Dinetah und vernichtete Obstgärten, Maisvorräte, Hogans, Wasserlöcher und Viehherden. Am 14. Januar 1864 begann der eigentliche Feldzug. Kit Carson gestattete den Diné, sich mit ihrer Hauptstreitmacht in den von ihnen für uneinnehmbar gehaltenen Canyon de Chelly zu flüchten. Aber auf den Rändern der Schlucht hatten die Amerikaner Kanonen in Stellung gebracht und die Diné ergaben sich nach kurzem Gefecht und mussten den berüchtigten Langen Marsch antreten.
Während der Kämpfe hatten die Zuñi nicht nur als Scouts der US-Armee gedient, sondern auch, die Bedrängnis ihrer alten Feinde nutzend, eigene Kriegstrupps gegen die Diné entsandt. Als 1864 die Raubzüge der Diné gegen die Zuñi ihr Ende fanden (Apachen-Raubzüge hielten bis in die 1870er Jahre an), boten diese sogar einigen Diné-Gruppen, mit denen sie freundschaftlich verbunden waren, Schutz vor der US-Armee und versorgten sie mit Lebensmitteln. Am 1. Juni 1868 unterzeichneten Diné-Häuptlinge in Fort Summer den sog. Treaty of Bosque Redondo, der es ihnen erlaubte, in der heutigen Navajo Nation Reservation (Diné Bikéyah / Naabeehó Bikéyah) innerhalb von Dinetah zu leben. Einige Diné-Familien siedelten sich im Stammesgebiet der Zuñi an und leben heute als sog. Ramah Navajo in der Ramah Navajo Indian Reservation (Tlohchini – ‚Platz der wilden Zwiebeln‘), östlich und südöstlich der Zuni Indian Reservation.

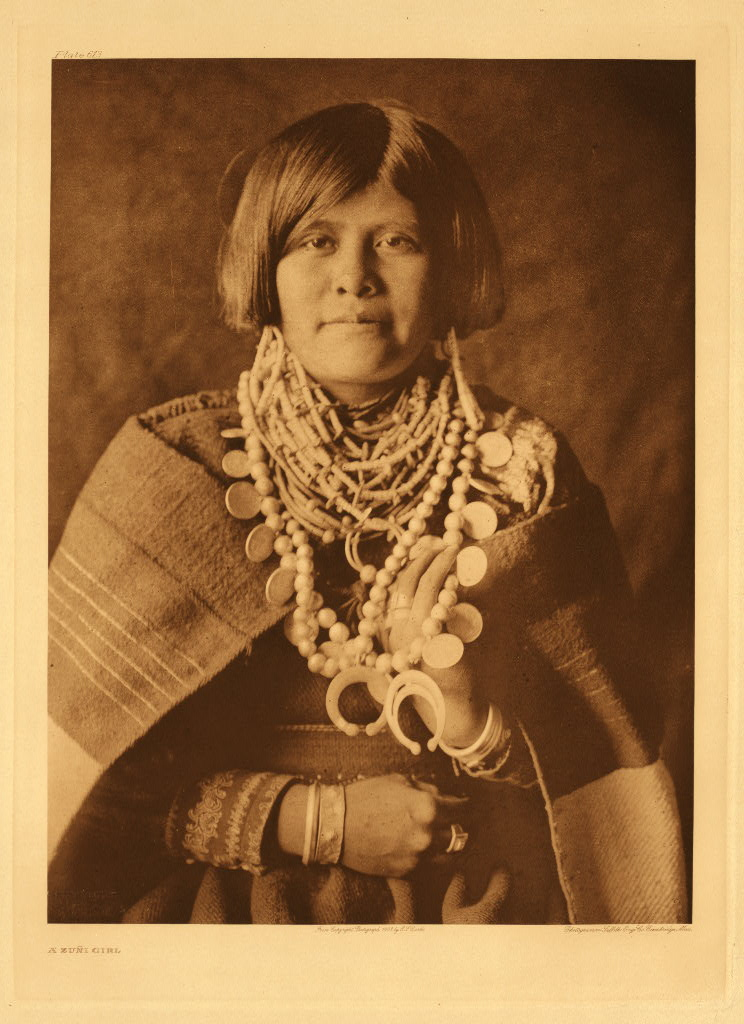
Junges Mädchen der Zuñi, Edward Curtis, 1926

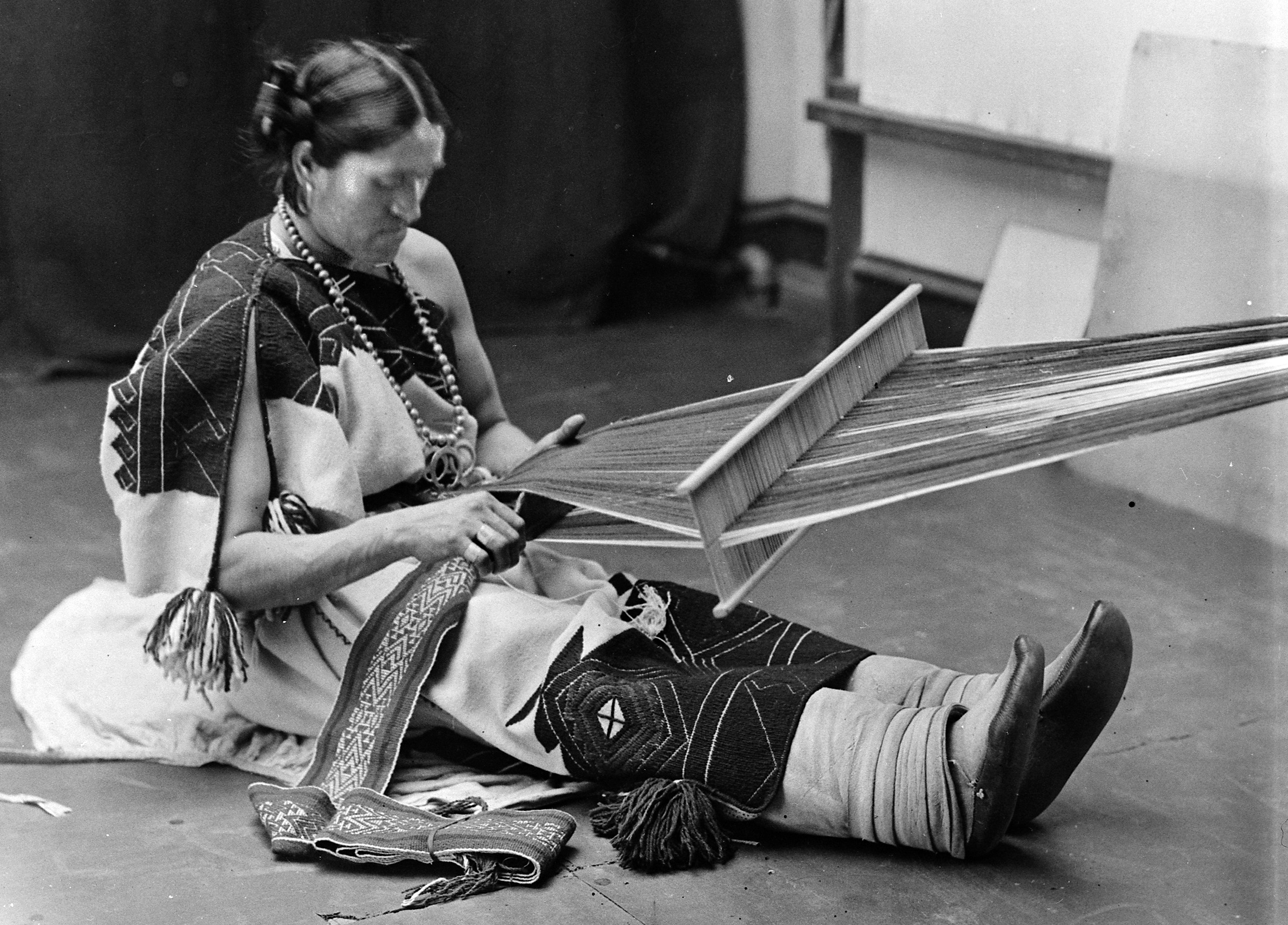
We’wha beim Weben (um 1870)

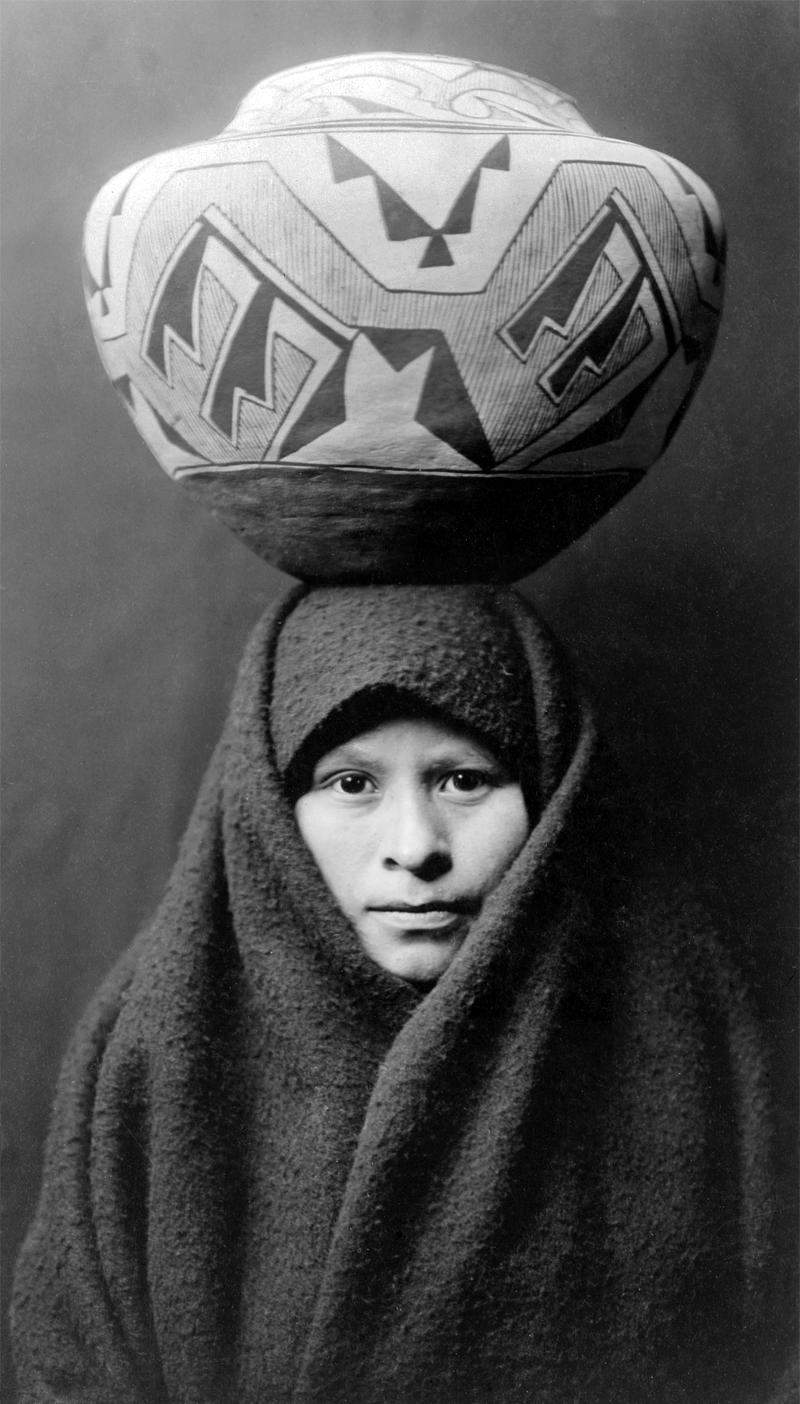
Zuñi-Mädchen mit Tonkrug um 1903

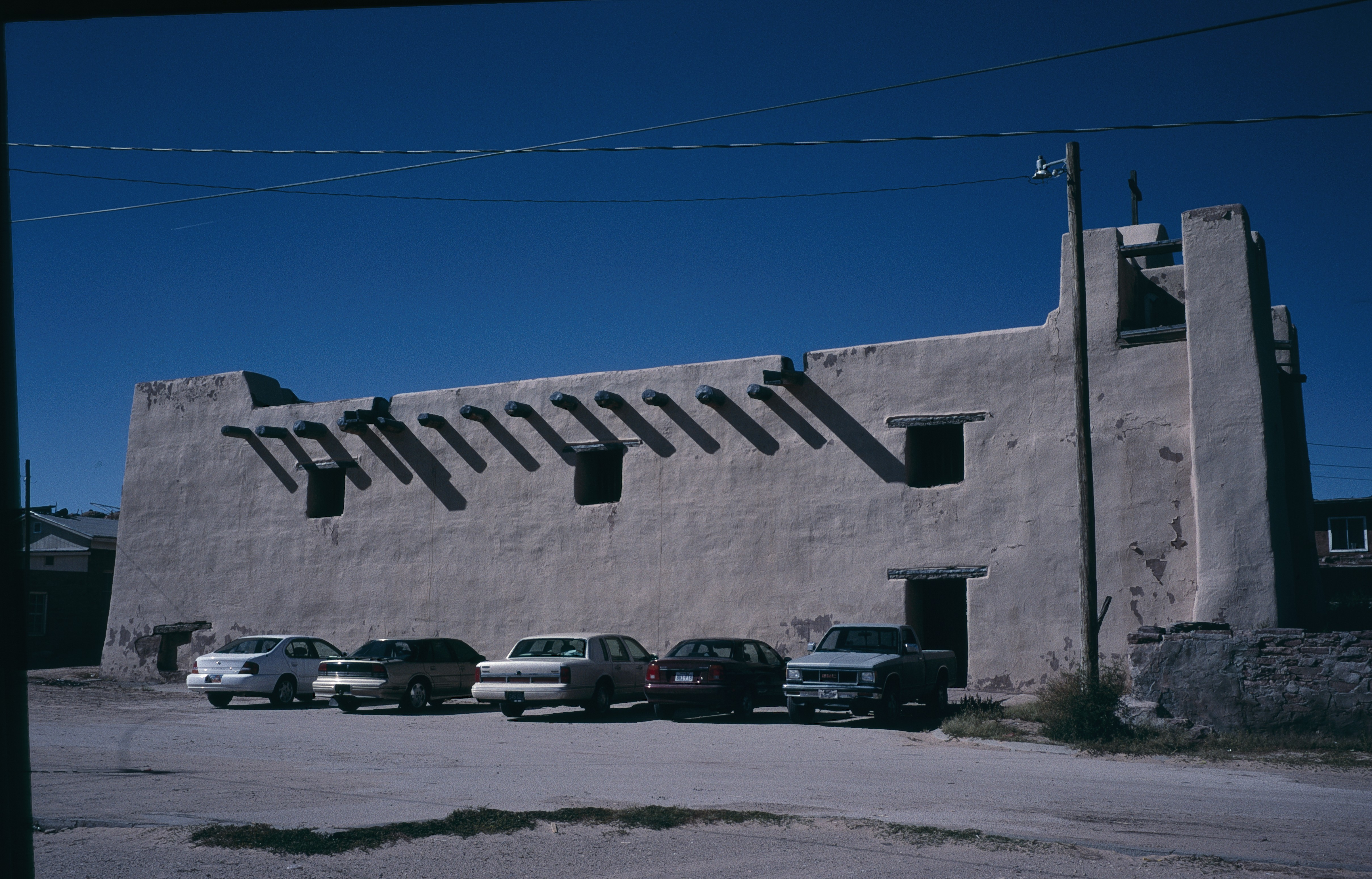
Kirche von Zuñi Pueblo

## Lebensweise und Kultur
Die Zuñi-Gesellschaft setzt sich aus dreizehn matrilinearen Klans zusammen, doch die höheren Beamten sind männlich. Die Zuñi arbeiten zum Teil als Farmer, Viehzüchter und Saisonarbeiter. Viele Männer und Frauen stellen ausgezeichnete Silberschmiedearbeiten und Türkisschmuck her; typisch sind die mosaikartigen Einlegearbeiten und Stücke im sogenannten Needlepoint-Stil. Korbmacherei und Töpferei gehören zu den wichtigsten handwerklichen Tätigkeiten der Frauen. Die Zuñi sind allgemein, wie die anderen Pueblo-Völker, friedliebend und tief religiös, mit einer komplexen zeremoniellen Gliederung. Die Männer tragen häufig Masken und Kostüme zur Kachina genannten Darstellung von Göttern und Geistern.
Erwähnenswert sind zudem die Lhamana, Angehörige eines dritten Geschlechts. Das sind Zuñi mit männlichem Geburtsgeschlecht, die Aufgaben erledigen, die sonst von Frauen übernommen werden. Nach Ansicht der Stammesmitglieder befinden sich diese Personen in einer Art Mitte zwischen männlich und weiblich. Diese Tradition hat ihren Ursprung in der Stammesmythologie, in der das Konzept einer (spirituellen) Mitte aus verschiedenen Gründen erstrebenswert ist. Als bekanntestes Mitglied der Lhamana gilt We’wha.
Die größten Attraktionen der Zuñi für Besucher sind ihre Tänze und ihr Schmuck. Die beste Chance, einen Tanz zu sehen, gibt es im späten Winter und im beginnenden Frühjahr. Der bekannteste im Südwesten ist der Shalako, ein ganzjähriges Ritual, das seinen Höhepunkt im Dezember hat. Dann kommen die vier Meter hohen, vogelähnlichen Shalakos ins Dorf und tanzen die ganze Nacht hindurch, um neue und renovierte Häuser zu segnen. Obwohl die Zuñi eine beträchtliche Anpassung an den modernen amerikanischen Lebensstil erlebten, haben einige ihrer traditionellen Bräuche überdauert. Im ausgehenden 20. Jahrhundert gab es etwa 8.135, davon 4.650 ständige Bewohner im ca. 1.646 km² großen Reservat.
Das religiöse Glaubenssystem der Zuñi weist fünf zentrale Gottheiten auf. Der Sonnenvater, die Regenmacher Uwanami, die am Rand der Welt leben, die Tiergötter als Patrone der Medizinmänner, die Koko-Masken, die dem Dorf Kotluwalaw zugeschrieben werden, und die Zwillinge und Kriegsgötter Ahayuta.

### Historische Siedlungen der Zuñi
- Halona:wa / Halona: Idiwan’a / Halona Idiwan’a („Ort im Zentrum“, eine der sog. Sieben Städte von Cibola, an beiden Seiten des Zuñi River und gegenüber dem heutigen Zuñi-Pueblo, das nach der Zerstörung vom ersten Halona Idiwan’a errichtet wurde.)[6]
- Hampasawan („Zeltdorf“, ca. 9 km westlich des Zuñi-Pueblo)
- Hawiku / Hawikku / Hawikuh[7] (oft als Zuñi-Hauptstadt bezeichnet und mit ca. 700 Bewohnern die größte der sog. Sieben Städte von Cibola, wegen Apachen-Überfälle 1672 aufgegeben, ca. 24 km südwestlich des Zuñi-Pueblo, nahe der Sommer-Siedlung Ojo Caliente / Kyapkwainakwin)
- Heshoda:we / Heshokta („Ruinen der Ahnen“, auf einer Mesa, ca. 8 km nordwestlich des Zuñi-Pueblo)
- Heshoda Yałda / Heshoda A'ts'ina (auch: Heshota Uhla oder Heshotatsina – „El Morro Mesa Top Pueblo“, am Fuß der A'ts'ina Yalanne (El Morro Mesa bzw. Inscription Rock) entlang des Zuñi River, ca. 8 km westlich der Sommer-Siedlung Pescado)
- Heshoda Ayahltona / Heshota Ayathltona („alte Gebäude auf der Hochebene/oben auf der Mesa“, da dieses Pueblo mit ca. 500 Räumen und ca. 2.500 Bewohnern zwischen 1540 und 1692 allen Bewohnern der sechs historischen Zuni-Pueblos als Zuflucht vor den Spaniern diente, befand sich auf dem Gipfel der Dowa Yalanne/Towayalane/Taaiyalana Mesa („Mais-Berg bzw. Samen-Berg“, allgemein jedoch als „Thunder Mountain“ bekannt), später nutzten immer wieder einzelne Zuni-Familien die Mesa als Zuflucht vor räuberischen Apachen, spätestens ab 1703 errichteten die Zuni das heutige Zuni Pueblo und nannten es ebenfalls „Halona: Idiwan’a / Halona Idiwan’a“, die anderen ehemaligen Zuni-Pueblos wurden aufgegeben, ca. 6 km südöstlich des Zuñi-Pueblo)
- Heshotathluptsina / Heshota Hluptsina („Ruinen des Gelben Hauses“ bzw. kurz „Gelbes Haus (Yellow House)“, vormaliges Pueblo am Eingang des Horsehead Canyon nahe der Sommer-Siedlung Pescado, ca. 11 km östlich des Zuñi-Pueblo)
- Heshota Imkoskwin (nahe der Sommer-Siedlung Nutria)
- Kechipbowa / Kechipauan (eine der sog. Sieben Städte von Cibola auf einer Mesa östlich der Sommer-Siedlung von Ojo Caliente, 24 km südöstlich des Zuñi-Pueblo)
- Kyaki:ma / Kyakima / Kiakima (eine der sog. Sieben Städte von Cibola am südwestlichen Fuß der Dowa Yalanne/Towayalane/Taaiyalana Mesa („Mais-Berg“ bzw. „Samen-Berg“, allgemein jedoch als „Thunder Mountain“ bekannt), 6 km südöstlich des Zuñi-Pueblo)
- Kwakma / Kwakina (eine der sog. Sieben Städte von Cibola 11 km südwestlich des Zuñi-Pueblo)
- Kwakinawan (südsüdöstlich der Dowa Yalanne/Towayalane/Taaiyalana Mesa („Mais Berg“ bzw. „Samen Berg“, allgemein jedoch als „Thunder Mountain“ bekannt), 6 km östlich des Zuñi-Pueblo)
- Mats'a:kya / Matsakya / Matsaki (eine der sog. Sieben Städte von Cibola nordwestlich der Dowa Yalanne/Towayalane/Taaiyalana Mesa („Mais Berg“ bzw. „Samen Berg“, allgemein jedoch als „Thunder Mountain“ bekannt), ca. 5 km östlich des Zuñi-Pueblo)
- Pinawan (ca. 1,5 km südwestlich des Zuñi-Pueblo, entlang der Straße zur Sommer-Siedlung Ojo Caliente)
- Shopakia (8 km nördlich des Zuñi-Pueblo)
- Wimian (18 km nördlich des Zuñi-Pueblo)

### Heutige Siedlungen
- Halona:wa idiwan'a („Ort im Zentrum“, heute meist Shiwinna – „Zuni Pueblo“ oder „Pueblo de Zuñi“)
- Tâya-qin / Tawyakwin („Ort der Pflanzung“, daher heute als „Nutria“ bezeichnet, am Oberlauf des Zuñi River (Akwałina Yala:wa), ca. 37 km nordöstlich des Zuñi-Pueblo)
- Ky'áp-qaina / Kyapkwainakwin („heißes Wasser kommt heraus“, daher heute als „Ojo Caliente“ bezeichnet, ca. 23 km südwestlich des Zuñi-Pueblo)
- Heshoda Ts'ina / Hé'shâkta-tsína („Ruine mit Markierungen/Zeichnungen“, da es auf den Ruinen einer vorherigen Siedlung erbaut wurde, deren Wände von Zeichnungen bedeckt waren, heute als „Pescado“ bezeichnet, ca. 24 km östlich des Zuñi-Pueblo)[8]